# Ourbise
Die Ourbise ist ein Fluss in Frankreich, der im Département Lot-et-Garonne in der Region Nouvelle-Aquitaine verläuft. Sie entspringt beim Ort Saint Julien, im Gemeindegebiet von Fargues-sur-Ourbise, entwässert generell Richtung Nordost und mündet nach rund 24 Kilometern an der Gemeindegrenze von Tonneins und Lagruère als linker Nebenfluss in die Garonne. In ihrem Mündungsabschnitt unterquert sie die  Autobahn A62 und den Schifffahrtskanal Canal latéral à la Garonne (deutsch: Garonne-Seitenkanal).

## Orte am Fluss
(Reihenfolge in Fließrichtung)
- Saint Julien, Gemeinde Fargues-sur-Ourbise
- Villefranche-du-Queyran
- Razimet
- Repassat, Gemeinde Villeton